# مصطفی یغشا
مصطفی یغشا (انگلیسی: Mustapha Yaghcha؛ زادهٔ ۷ نوامبر ۱۹۵۲) بازیکن فوتبال اهل مراکش است.
از باشگاه‌هایی که در آن بازی کرده‌است می‌توان به باشگاه فوتبال سروت ۱۸۹۰ اشاره کرد.
وی به‌همراه تیم ملی فوتبال مراکش در بازی‌های المپیک تابستانی ۱۹۷۲ شرکت کرده است.